# Nicholas Krushenick
 Nicholas Krushenick  (* 31. Mai 1929 in Bronx, New York City, USA; † 5. Februar 1999 in New York) war ein US-amerikanischer Maler und wichtiger Wegbereiter der Pop-Art.

## Leben und Werk
Nicholas Krushenick studierte an der Art Students League of New York von 1948 bis 1950 und an der Hans Hofmann School Of Art von 1950 bis 1951.
Er eröffnete, zusammen mit seinem Bruder John Krushenick eine Künstler-Genossenschaft in der Brata Galerie in den späten 1950er Jahren.
Krushenick begann ab 1957 seine Arbeiten öffentlich in New York auszustellen. Ab 1962 wurden seine Arbeiten in der Klasse der gehobenen Galerien und Museen gezeigt. Sein Werk ist Bestandteil der großen ständigen Sammlungen in New York und den Vereinigten Staaten.
Im Jahr 1963 nahm er an der Jahresausstellung im Whitney Museum of American Art und ebenfalls 1963 im Museum of Modern Art, beides in New York, teil. Im Jahr 1968 war er mit sechs Arbeiten auf der 4. documenta in Kassel vertreten.
Im Jahr 1969 gab Krushenick seinen weichen Pinsel der abstrakten Expressionisten auf und verwendete eine Technik mit mutigeren Farben und Linien unter Beibehaltung abstrakter Formen. Dieser Stil kennzeichnet ihn als einen aus der ursprünglichen Praxis der Pop-Art.
In seinen späteren Jahren lehrte Krushenick an der University of Maryland, College Park von 1977 bis 1991.